# Nhóm ngôn ngữ Semit Trung
Nhóm ngôn ngữ Semit Trung là nhóm ngôn ngữ thuộc ngữ tộc Semit, bao gồm tiếng Ả Rập và nhóm ngôn ngữ Semit Tây Bắc: tiếng Aram, tiếng Ugarit, và nhóm ngôn ngữ Canaan (tiếng Hebrew và tiếng Phoenicia). Trong cách phân loại này, nhóm Semit Trung là một trong ba bộ phận của ngữ tộc Semit cùng với nhóm Semit Đông (tiếng Akkad và tiếng Eblaite) và nhóm Semit Nam.
Các hệ thống phân loại khác nhau không đồng ý về cấu trúc chính xác của nhóm này. Cách phân loại phổ biến nhất chia nó thành Semit Tây Bắc và Ả Rập, trong khi SIL Ethnologue có Semit Nam (bao gồm cả tiếng Ả Rập và tiếng Hebrew) vs. tiếng Aram.